# 福祉特別乗車券 (名古屋市)
福祉特別乗車券（ふくしとくべつじょうしゃけん）は、名古屋市が市内に居住する一定の障害者と児童養護施設入所者に対して交付される福祉乗車証である。（通称：福祉パス、福祉乗車券）。2016年（平成28年）11月1日にICカードmanacaへ移行した。

## 特徴
一定の障害者等に対して無償で交付され、障害の症状によっては介護者用の乗車券も交付される。（介護者用は障害者本人に同行する場合のみ使用可）発行元が敬老パスは名古屋市が発行しているが、本乗車券の発行元は名古屋市交通局となっているところが敬老パスとの違いであるが、敬老パスとの併用は出来ないので、どちらかを選択することとなる。本乗車券の交付を選択した場合、残りの期間について敬老パスの負担金の還付を受けることが出来る。
ICカードへ移行後は、通常のmanacaと同様に名鉄、JR等の全国交通系ICカード対応の鉄道、路線バスで利用可能である。一部利用制限がある割引用manacaとは異なる。
2022年（令和4年）2月1日より、当乗車券の対象交通機関が、これまでの、市営地下鉄、市営バス、名古屋ガイドウェイバス（ゆとりーとライン）、名古屋臨海高速鉄道に加えて、名古屋鉄道、近畿日本鉄道、JR東海、名鉄バス、三重交通も名古屋市内での利用に限り、市営地下鉄などと同様に無償で利用できるようになる。なお、システムの都合上より、追加区間を利用する場合は、チャージ金額から立替により運賃が引かれるが、登録した銀行口座に、2ヶ月毎に返金される形での運用となる。

## 乗車券交付要件
- 身体障害者手帳の1級から4級の手帳の交付を受けている者で、かつ重度障害者福祉タクシー利用券の交付を受けていない者。
- 愛護手帳を交付を受けている者で、かつ重度障害者福祉タクシー利用券の交付を受けていない者。
- 精神障害者保健福祉手帳の交付を受けている者で、かつ精神障害者タクシー利用券の交付を受けていない者。
- 児童養護施設入所者。この場合は、施設が一括して交付を受ける。

## 介護者用乗車券交付要件
- 身体障害者手帳の1級・2級の全体と、3級・4級の第一種の交付を受けている者。
- 愛護手帳の1度から3度までの交付を受けている者。
- 精神障害者福祉手帳の1級・2級の交付を受けている者。

## 有効期間
2016年（平成28年）11月からは、当年11月1日から5年後の10月31日まで。また、2016年（平成28年）10月以前は下記の通りとなっていた。
- 精神障害者福祉手帳の交付を受けている場合のみ、毎年7月1日より翌年6月30日まで。券面左上に赤丸の中に福が振ってある。
- それ以外の場合は毎年4月1日から翌年3月31日までとなっていたが、ICカード式に切り替え後は、5年毎の更新に変更となる。
- いずれの場合も最初に交付を受けた場合は最初の到来する期間の最終日まで。以後、市外転出又は児童養護施設を退所しない限り有効。
- 精神障害者福祉手帳の交付を受けている場合は上記有効期限にかかわらず、当該手帳の有効期間（手帳の交付又は手帳の更新から2年）を経過し、手帳の更新がなされていない場合は当該手帳の期限を持って乗車券の効力を失う。
- 有効期限を表す日付は、黒い太文字で書かれている。それに対し、敬老パスのそれは赤い太文字である。
- 2021年（令和3年）10月31日で、manacaに移行して初めての有効期限を迎える。manaca定期券はカード内のデータを書き換えるのに対し、福祉特別乗車券は新カードが発行され、それまで使ってきた旧カードは返却する形になる。

## 利用可能区間

### 2022年（令和4年）1月31日まで
- 名古屋市営バス・名古屋市営地下鉄全線
  - 名古屋市営バスと共同運行の名鉄バスの無料区間外に乗車した場合、利用した区間の運賃がチャージ残額から減額される。
- ゆとりーとライン全線
- 名古屋臨海高速鉄道あおなみ線全線

### 2022年（令和4年）2月1日以降追加
対象交通拡大
- 名古屋鉄道（下小田井駅を除く）
- 東海旅客鉄道（普通列車・快速列車のみ）
- 近畿日本鉄道
- 三重交通 [1]
- 名鉄バス（名古屋市営バスとの共同運行区間は、名古屋市外でも特例として返金対象となる。）

※ いずれも名古屋市内相互発着のみで市外乗降の場合は全区間の乗車券相当額が必要かつ自動改札機で乗降した場合に限り、有人改札での精算は対象外。
※ 敬老パス (名古屋市)(上限730回)と異なり、利用回数上限は未設定かつ無料交付。但し、利用方法は同じく立替乗車による後日振込返金という扱い。

## ICカードへの移行

### 敬老パス系
- 2016年（平成28年）9月1日から、順次にICカード（manaca）に移行する。

### 福祉パス系
ここでいう福祉パス系とは
- 身体障害者
- 知的障害者
- 精神障害者
- 施設入所者

に対して交付されている「福祉パス」を指す。
精神障害者福祉手帳の交付を受けている人に対しては、2015年（平成27年）7月1日より2016年（平成28年）10月31日まで有効の、期間が1年超の福祉乗車券（磁気カード）が交付され、精神障害者以外の人の福祉乗車券については、2016年（平成28年）4月1日より同年10月31日まで有効の磁気券が交付され、9月中旬に福祉乗車券を持っている人に更新の案内が届けられ、10月17日より各区役所の福祉課にて切り替えの手続きが開始となる。